# Municipio de Lakin (condado de Harvey)
El municipio de Lakin (en inglés: Lakin Township) es un municipio ubicado en el condado de Harvey en el estado estadounidense de Kansas. En el año 2010 tenía una población de 331 habitantes y una densidad poblacional de 3,6 personas por km².

## Geografía
El municipio de Lakin se encuentra ubicado en las coordenadas 37°57′16″N 97°32′19″O / 37.95444, -97.53861. Según la Oficina del Censo de los Estados Unidos, el municipio tiene una superficie total de 92.03 km², de la cual 91,98 km² corresponden a tierra firme y (0,06 %) 0,05 km² es agua.

## Demografía
Según el censo de 2010, había 331 personas residiendo en el municipio de Lakin. La densidad de población era de 3,6 hab./km². De los 331 habitantes, el municipio de Lakin estaba compuesto por el 96,07 % blancos, el 0,6 % eran afroamericanos, el 0,3 % eran amerindios, el 0,6 % eran asiáticos, el 0,6 % eran de otras razas y el 1,81 % eran de una mezcla de razas. Del total de la población el 3,32 % eran hispanos o latinos de cualquier raza.